# Sciara froggatti
Sciara froggatti är en tvåvingeart som beskrevs av Frederick Askew Skuse 1888. Sciara froggatti ingår i släktet Sciara och familjen sorgmyggor. Inga underarter finns listade i Catalogue of Life.